# 三口駅
三口駅（みつくちえき）は、石川県金沢市三口町にある北陸鉄道浅野川線の駅である。駅番号はA06。
1980年（昭和55年）に廃止された能美線にも同音の三ツ口駅が存在した。

## 歴史
- 1925年（大正14年）5月10日：浅野川電気鉄道の三口駅として開業[1]。
- 1945年（昭和20年）10月1日：北陸鉄道が浅野川電気鉄道を合併したことに伴い、同社の浅野川線の駅となる[2]。

## 駅構造
単式ホーム1面1線を有する地上駅。

## 利用状況
1日の平均乗降人員は以下の通りである。
| 1日乗降人員推移 | 1日乗降人員推移 |
| 年度            | 1日平均人数     |
| --------------- | --------------- |
| 2011年          | 58              |
| 2012年          | 71              |
| 2013年          | 77              |
| 2014年          | 81              |
| 2015年          | 87              |
| 2016年          | 88              |
| 2017年          | 92              |
| 2018年          | 124             |
| 2019年          | 121             |

## 駅周辺
- 浅野川

## 隣の駅
北陸鉄道
■浅野川線
割出駅 (A05) - 三口駅 (A06) - 三ツ屋駅 (A07)